# Christian Heyser
Christian Heyser (Brassó, 1776. március 11. – Bécs, 1839. június 26.) ágostai evangélikus lelkész, drámaíró.

## Életpályája
A brassói gimnáziumban tanult és 1796-98 között a jénai egyetem hallgatója volt. Visszatérte után 1798-ban a brassói gimnáziumnál segéd-, 1800-ban társtanító (Collega) és 1807-től lektor volt. 1811-ben a Blumenau külvárosban kórházi, 1814-ben városi, ugyanebben az évben mártonhegyi lelkész lett. 1816. augusztus 25-én Volkányba, 1821. augusztus 26-án Földvárba (választották meg lelkésznek. 1828. július 2-án bécsi ágostai evangélikus első papnak hívták meg és 1834. május 2-án I. Ferenc császár az ausztriai melléktartományokban levő egyházak szuperintendensévé nevezte ki.
Cikkei és költeményei a Vaterländische Blätter-ben (Wien, 1816. Die Kultur der Sachsen in Siebenbürgen oder über die Landschulen der Sachsen in Siebenbürgen, ugyanez a brassói Blätter für Geist… 1838. 42. sz., 1817-20. Briefe über Siebenbürger, 12 levél); a Siebenbürgische  Provinzialblätter-ben (V. Dr. Joseph Benjamin Barbenius eine biogr. Skizze, Aussicht auf dem hangeden Stein am 19. Aug. 1815. oder das Panorama vom Burzenland, Ode an Trajans Schatten, Abschied eines römischen Colonisten von Dacien, als solches auf Aurelians Befehl den Gothen preisgegeben wurde); a Wiener Zeitschrift für Kunst. Literatur című lapban (1826. Die Leiden der Tugend, Ode an den Kaiser Probus, der den Weinstock in Pannonien pflanzte, Der Frühling); az Iris-ben (1827. Die Heldenburg, eine Ruine in Siebenbürgen) jelentek meg.

## Munkái
- Empfindungen… bei der Nachricht des in Wien… versorbenen Herrn Joseph Madatsch. Kronstadt, 1808. (Greissing Keresztélylyel együtt.)
- Klage am Grabe des Joseph Benjamin Barbenius, Doctors der Medicin 27. Febr. 1814. Kronstadt, (Három német és egy latin költemény.)
- Freudige Bewillkommung JJ. k. k. Majestäten am ersten Abend Allerhöchst Ihrer beglückenden Gegenwart zu Kronstadt den 13. Sept. 1817. Kronstadt.
- Ein Blümchen Ihrer k. k. Majestät Karolina Augusta auf Allerhöchst Ihrer Reise durch Siebenbürgen auf den Weg gestreut. Kronstadt, 1817.
- Die Installation des H. Joh. Wachmann zum Comes der Sächs. Nation. Kronstadt, 1826.
- Abendphantasie in Eichenhaim bei Wolkendorf dem Andenken meines zu früh verblichenen Freundes Johann G. Pauer geweicht. Kronstadt, 1816.
- Gedichte. Wien, 1828.
- Abschied von meiner Heimat Burzenland. Kronstadt, 1828. (és Bécs, 1829. Költemény.)
- Abschiedspredigt gehalten in der evangelischen Kathedralkirche zu Kronstadt. Wien, 1828.
- Antrittspredigt… Gehalten am 30. Nov. als am ersten Sonntage des neuen Kirchenjahres 1828-29. Wien, 1829.
- Einige Worte gesprochen am Sarge der weil. Wohlg. Frau Catharina verw. Angermayer am 23. Okt. 1830 zu Oberdöbling nächst Wien. Hermannstadt, 1831.
- Gebete um Erhaltung des Lebens Sr. apost. k. k. Majestät Franz I. Kaisers von Oesterreich und Gedächtnisspredigt, nebst den Gebeten bei dem Trauergottesdienste für weil. Se. k. k. Apost. Maj. Kaiser Franz I. Gehalten in dem Bethause der evang. Gemeinde A. C. von den Predigern der gedachten Gemeinde am Sonntage Estomihi und Invocavit. Wien, 1835.
- Die Kirchenverfassung der A. C.-Verwandten im Grossfürstenthume Siebenbürgen. Dargestellt und mit Urkunden belegt. Hermannstadt, 1836.
- Vaterländische dramatische Schriften. Kronstadt, 1842. (Hans Benkner oder die Lebendigbegrabene. Ein Schauspiel in 5 Aufzügen, nach einer alten Volkssage; Trausch J. előszavával, benne a szerző életrajzával; a brassói, nagyszebeni és pesti színpadokon adták elő)
- Die gerettete Fahne oder: Sie Schlacht auf dem Brodfeld, Drama. Kronstadt, 1885. (Különnyomat a Kronstädter Zeitungból.)

## Kéziratai
- Hermann und Plecker, eine Scene aus dem Reiche der Todten (a Kronstädter Zeitungban 1869. 124-126. sz lenyomtatva)
- Panorama von Klausenburger oder Aussicht vom Klausenburger Schlossberge an einem Mai-Morgen im J. 1824.
- Die Heldenburg oder die Kreuzritter im Burzenland, ein Trauerspiel in 5 Aufzügen; ujra átdolgozva: Meinhard oder die Kreuzritter im Burzenland, ein dramatisches Gemälde aus der Vorzeit Kronstadts in 5 Aufzügen cz. (a brassói színházban 1868-ban előadták)
- Bátori und Weiss, (Hősköltemény Lucanus után 6 énekben és nyolcz soros jambusokban, történeti jegyzetekkel, különösen Bátorinak Radu Șerban vajdával viselt harcára 1612-ben; a Moltke, Deutsche Dichterhalle-ban nyomtatni kezdették, és töredéket közölt belőle a brassói Sächischer Hausfreund cz. 1854. naptár és a Prologot hozta a Blätter für Geist… 1838. 36. sz.)
- Das Opfer der Freundschaft oder Bela's Blendung, Trauerspiel in 5 Aufzügen
- Trajan und Longin oder die Eroberung von Dacien, historisches Trauerspiel in 5 Aufzügen
- Die blinde oder belohnte kindliche Liebe, ländliches Schauspiel in 3 Aufzügen; nebst einem Prolog
- List gegen List, oder die ausgespielte Braut, Lutspiel in 2 Aufzügen
- Glück und Unglück, eine heroische Oper in 3 Aufzügen
- Alonso, eine Oper in Musik gesetzt vom Klausenburger Musikus Ruzsicska
- Das Jahr 1817 und seine Folgen, ein Traum
- Senecas Trauerspiele